# 奧斯捷爾西克
48°42′20″N 36°28′36″E / 48.70556°N 36.47667°E
奧斯泰爾斯凱（烏克蘭語：Остерське）是位於烏克蘭東部的村莊，由哈爾科夫州洛佐瓦區的布利茲紐基市鎮負責管轄。該村始建於1912年，面積0.34平方公里，海拔高度127米，2001年人口43，人口密度每平方公里126.5人。